# Altenhagen (Celle)
Pour l’article homonyme, voir Altenhagen (Poméranie occidentale).
Altenhagen est un quartier de la commune allemande de Celle, dans l'arrondissement de Celle, Land de Basse-Saxe.

## Géographie
Altengen est un village-rue. Il est divisé en une nouvelle zone industrielle et le quartier d'origine par la Bundesstraße 191. Le centre du vieux village se caractérise par plusieurs fermes et quelques commerces artisanaux.
La ligne de Celle à Wittingen passe devant la périphérie, la gare d'Altenhagen n'est que rarement utilisée depuis l'arrêt des services passagers.

## Histoire
Altenhagen est mentionné pour la première fois en 1377 sous le nom d'Oldenhagen.
Altenhagen fusionne avec Celle le 1er janvier 1973.

## Source, notes et références
- (de) Cet article est partiellement ou en totalité issu de l’article de Wikipédia en allemand intitulé « Altenhagen (Celle) » (voir la liste des auteurs).